# 阿列克萨·阿夫拉莫维奇
阿列克萨·阿夫拉莫维奇（1994年10月25日—），塞尔维亚男子篮球运动员，2023年国际篮联篮球世界杯银牌得主、2024年夏季奥林匹克运动会男子铜牌得主。